# واينيسبورو (فيرجينيا)
واينيسبورو (بالإنجليزية: Waynesboro, Virginia)‏ هي مدينة تقع في الولايات المتحدة في فيرجينيا. يقدر عدد سكانها بـ 21,006 نسمة وترتفع عن سطح البحر 392 متر.

## التركيبة السكانية
حدّد مكتب تعداد الولايات المتحدة بيانات التركيبة السكانية لواينيسبورو في تعداد الولايات المتحدة. في ما يلي، التركيبة السكانية حسب تعدادي 2000 و2010.

### تعداد عام 2000
بلغ عدد سكان واينيسبورو 19,520 نسمة بحسب تعداد عام 2000، وبلغ عدد الأسر 8,332 أسرة وعدد العائلات 5,434 عائلة مقيمة في المدينة. في حين سجلت الكثافة السكانية 498.7 نسمة لكل كيلومتر مربع (1,291.6/ميل2). وبلغ عدد الوحدات السكنية 8,863 وحدة بمتوسط كثافة قدره 226.4 لكل كيلومتر مربع (586.4/ميل2).
وتوزع التركيب العرقي للمدينة بنسبة 86.46% من البيض و9.96% من الأمريكيين الأفارقة و0.31% من الأمريكيين الأصليين و0.57% من الأمريكيين ذوي الأصول الآسيوية و0.03% من سكان جزر المحيط الهادئ و1.09% من الأعراق الأخرى و1.57% من عرقين مختلطين أو أكثر و3.29% من الهسبانيون أو اللاتينيون من أي عرق.
بلغ عدد الأسر 8,332 أسرة كانت نسبة 32.4% منها لديها أطفال تحت سن الثامنة عشر تعيش معهم، وبلغت نسبة الأزواج القاطنين مع بعضهم البعض 46.5% من أصل المجموع الكلي للأسر، ونسبة 14.5% من الأسر كان لديها معيلات من الإناث دون وجود شريك، بينما كانت نسبة 4.2% من الأسر لديها معيلون من الذكور دون وجود شريكة وكانت نسبة 34.8% من غير العائلات. تألفت نسبة 30.1% من أصل جميع الأسر من عدة أفراد يعيشون في نفس المنزل ونسبة 11.9% كانت تتألف من شخص يعيش بمفرده يبلغ من العمر 65 عاماً أو أكثر. وبلغ متوسط حجم الأسرة المعيشية 2.31، أما متوسط حجم العائلات فبلغ 2.85.
بلغ العمر الوسطي للسكان 38.9 عاماً. وكانت نسبة 23.9% من القاطنين تحت سن الثامنة عشر، وكانت نسبة 7.9% بين الثامنة عشر والرابعة والعشرين عاماً، ونسبة 27.4% كانت واقعةً في الفئة العمرية ما بين الخامسة والعشرين والرابعة والأربعين عاماً، ونسبة 23.1% كانت ما بين الخامسة والأربعين والرابعة والستين، ونسبة 16.4% كانت ضمن فئة الخامسة والستين عاماً فما فوق. يوجد لكل 100 أنثى 88.9 ذكر، ويوجد لكل 100 أنثى في الثامنة عشر من عمرها فما فوق 83.8 ذكر.
بلغ متوسط دخل الأسرة في المدينة 32,686 دولارًا، أما متوسط دخل العائلة فبلغ 40,772 دولارًا. وكان متوسط دخل الذكور 30,943 دولارًا مقابل 22,185 دولارًا للإناث. وسجل دخل الفرد الخاص بالمدينة 17,932 دولارًا. وكانت نسبة 11% من العائلات ونسبة 12.8% من السكان تحت خط الفقر، وكان من هؤلاء نسبة 22% تحت سن الثامنة عشر ونسبة 6% في الخامسة والستين من العمر وما فوق.

### تعداد عام 2010
بلغ عدد سكان واينيسبورو 21,006 نسمة بحسب تعداد عام 2010، وبلغ عدد الأسر 8,903 أسرة وعدد العائلات 5,589 عائلة مقيمة في المدينة. في حين سجلت الكثافة السكانية 536.7 نسمة لكل كيلومتر مربع (1,390.0/ميل2). وبلغ عدد الوحدات السكنية 9,717 وحدة بمتوسط كثافة قدره 248.3 لكل كيلومتر مربع (643.1/ميل2).
وتوزع التركيب العرقي للمدينة بنسبة 82.23% من البيض و10.61% من الأمريكيين الأفارقة و0.28% من الأمريكيين الأصليين و0.73% من الأمريكيين ذوي الأصول الآسيوية و0.02% من سكان جزر المحيط الهادئ و2.88% من الأعراق الأخرى و3.24% من عرقين مختلطين أو أكثر و6.36% من الهسبانيون أو اللاتينيون من أي عرق.
بلغ عدد الأسر 8,903 أسرة كانت نسبة 30.7% منها لديها أطفال تحت سن الثامنة عشر تعيش معهم، وبلغت نسبة الأزواج القاطنين مع بعضهم البعض 42.4% من أصل المجموع الكلي للأسر، ونسبة 15.3% من الأسر كان لديها معيلات من الإناث دون وجود شريك، بينما كانت نسبة 5.1% من الأسر لديها معيلون من الذكور دون وجود شريكة وكانت نسبة 37.2% من غير العائلات. تألفت نسبة 30.8% من أصل جميع الأسر من عدة أفراد يعيشون في نفس المنزل ونسبة 11.9% كانت تتألف من شخص يعيش بمفرده يبلغ من العمر 65 عاماً أو أكثر. وبلغ متوسط حجم الأسرة المعيشية 2.34، أما متوسط حجم العائلات فبلغ 2.90.
بلغ العمر الوسطي للسكان 38.8 عاماً. وكانت نسبة 23.3% من القاطنين تحت سن الثامنة عشر، وكانت نسبة 8.3% بين الثامنة عشر والرابعة والعشرين عاماً، ونسبة 25.8% كانت واقعةً في الفئة العمرية ما بين الخامسة والعشرين والرابعة والأربعين عاماً، ونسبة 25.6% كانت ما بين الخامسة والأربعين والرابعة والستين، ونسبة 17% كانت ضمن فئة الخامسة والستين عاماً فما فوق. وتوزع التركيب الجنسي للسكان بنسبة 47.6% ذكور و52.4% إناث.

## أعلام
- جوزيف بورنس
- ريغي هاريس
- ويليام هنري هارمان
- جون يتزيل
- آن تومبكينز
- ليو ديويت